# Srimushnam
Srimushnam es una ciudad y nagar Panchayat situada en el distrito de Cuddalore en el estado de Tamil Nadu (India). Su población es de 13971 habitantes (2011). Se encuentra a 55 km de Cuddalore.

## Demografía
Según el censo de 2011 la población de Srimushnam era de 13971 habitantes, de los cuales 7020 eran hombres y 6951 eran mujeres. Srimushnam tiene una tasa media de alfabetización del 75,92%, inferior a la media estatal del 80,09%: la alfabetización masculina es del 83,50%, y la alfabetización femenina del 68,33%.